# Serra d'en Clarà (Espolla)
La Serra d'en Clarà és una serra situada entre els municipis d'Espolla i de Sant Climent Sescebes a la comarca de l'Alt Empordà, amb una elevació màxima de 341 metres.